# Cobalt(II) hydride
Cobalt(II) hydride là một hợp chất vô cơ có công thức hóa học CoH2. Hợp chất này có tinh thể màu xám tối, oxy hóa chậm trong không khí và phản ứng với nước.
Hai dạng cobalt(II) hydride tồn tại dưới áp suất cao. Từ 4 đến 45 pascal có dạng lập phương tâm diện với công thức CoH. Điều này có thể được giải nén ở nhiệt độ thấp để tạo thành một hợp chất siêu bền ở áp suất khí quyển. Trên 45 pascal cobalt(II) hydride cũng kết tinh ở dạng lập phương tâm mặt.

## Điều chế
Cobalt(II) hydride có thể được điều chế bằng phản ứng giữa  phenylmagnesi bromide và cobalt(II) chloride trong khí hydro:
CoCl2 + 2C6H5 MgBr + 2H2 → CoH2 + 2C6H6 + MgBr2 + MgCl2